# Epitheca
Genre
Epitheca est un genre de libellules de la famille des Corduliidae, appartenant au sous-ordre des anisoptères dans l'ordre des odonates. Il comprend douze espèces.

## Liste des espèces
Selon BioLib (29 janvier 2023) :
- Epitheca bimaculata (Charpentier, 1825)
- Epitheca canis (McLachlan, 1886)
- Epitheca costalis (Selys, 1871)
- Epitheca cynosura (Say, 1840)
- Epitheca marginata (Selys, 1883)
- Epitheca petechialis (Muttkowski, 1911)
- Epitheca princeps Hagen, 1861
- Epitheca semiaquea (Burmeister, 1839)
- Epitheca sepia (Gloyd, 1933)
- Epitheca spinigera (Selys, 1871)
- Epitheca spinosa (Hagen in Selys, 1878)
- Epitheca stella (Williamson in Muttkowski, 1911)